# アニー・エドソン・テイラー

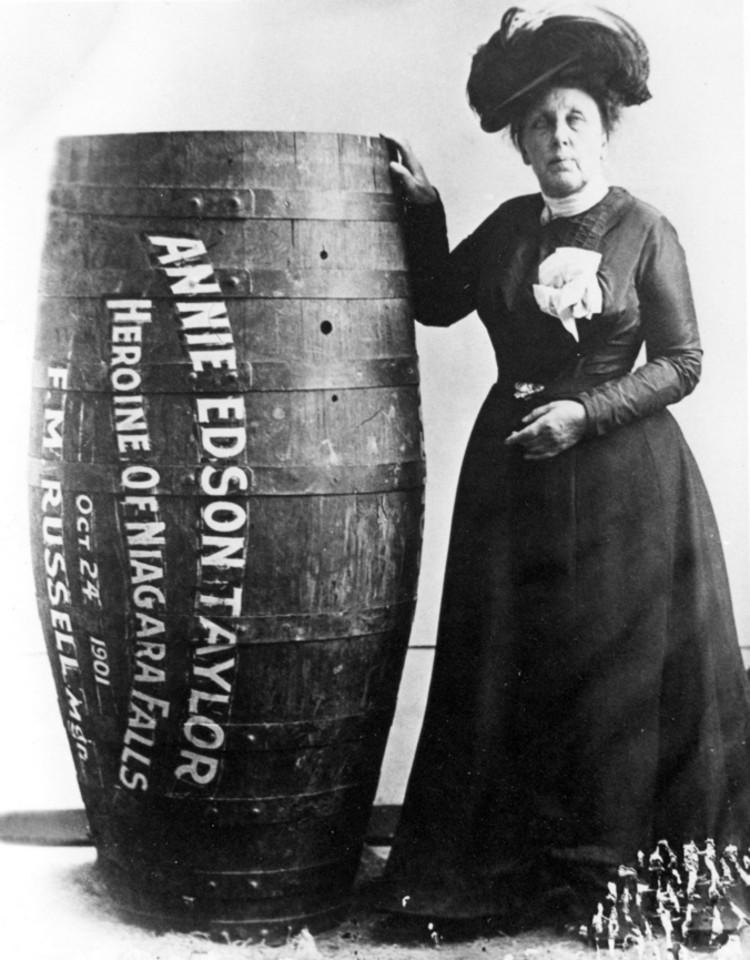
アニー・テイラー

アニー・エドソン・テイラー（Annie Edson Taylor、1838年10月24日 - 1921年4月29日）はアメリカ合衆国の教育者、冒険家。63歳の誕生日を迎えた1901年10月24日、樽に入ってナイアガラの滝下りを行い、初めて無事生還した人物として知られる。

## 前半生
ニューヨーク州オーバーンに八人兄弟姉妹の一人として生まれる。製粉工場を所有していた父・メリック・エドソンとは、12歳の時に死別。4年間にわたる学業を経て、優等学位を取得し教員となった。学生時代にデイヴィッド・テイラーと出会い結婚、一子を設けるも子と夫を相次いで亡くす。
各地を転々としながら教員を続けた末、舞踏教師となるべくミシガン州ベイシティに行き着く。当時同地には舞踏学校が無かったため、自身で学校を設立。1900年同州スーセントマリーに赴き、音楽を教える。その後、仕事を求めテキサス州サンアントニオを経て、メキシコシティへと足を伸ばす。何れも上手くいかず、ベイシティに戻った。

## ナイアガラ滝下りへの挑戦

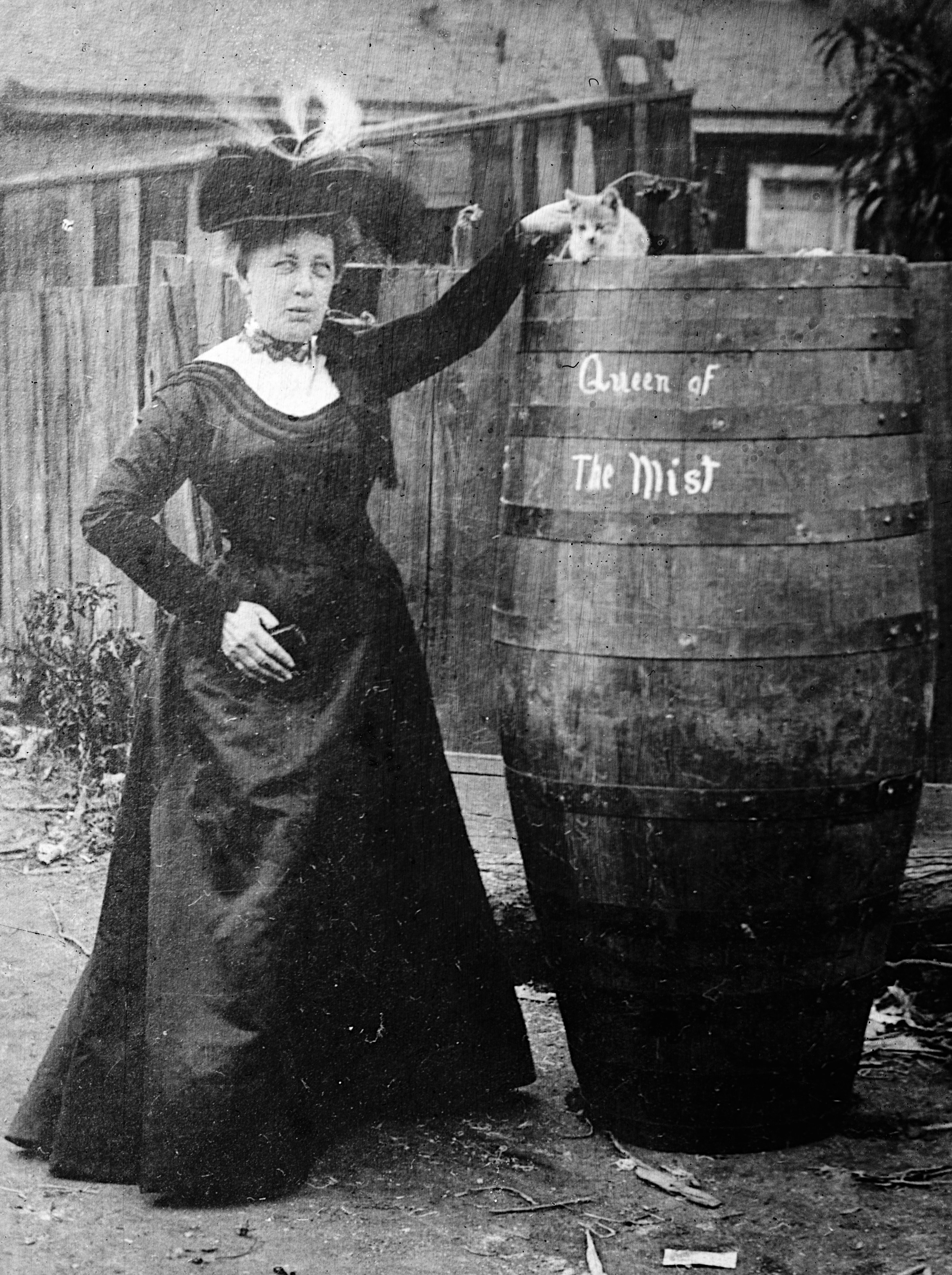
樽と猫の横でポーズを取る「霧の乙女」

余生を金銭的にも安泰に送り、救貧院行きを避けるため、樽に入ってナイアガラの滝下りを初めて行おうと決心。外装をオーク材及び鉄とし、中にマットレスを詰めた特製の樽を使う事となる
。
滝下り挑戦の2日前には強度を確かめるため、樽の中に猫を入れ馬蹄滝に流す。猫は17分後、大方の予想に反し、血塗れになりながらも無事生還を果たした。
63歳の誕生日を迎えた1901年10月24日、テイラーとハート形の枕を載せた樽が愈々滝に流される事となる。友人達は自転車用の空気入れを使い、樽の中に空気を送入。これに用いられた穴がコルクで塞がれると、ゴート島の南、アメリカ滝付近へと流されてゆく。
ナイアガラ川の流れにより、樽はカナダ側の馬蹄滝に向かって移動、滝から急降下すると周りの者が救援に直行。無事生還した状態で発見され、頭部に微かな裂傷があった以外はほぼ無傷であった。滝下り自体は20分にも満たなかったものの、樽が実際に開けられるまで暫く掛かる事となる。

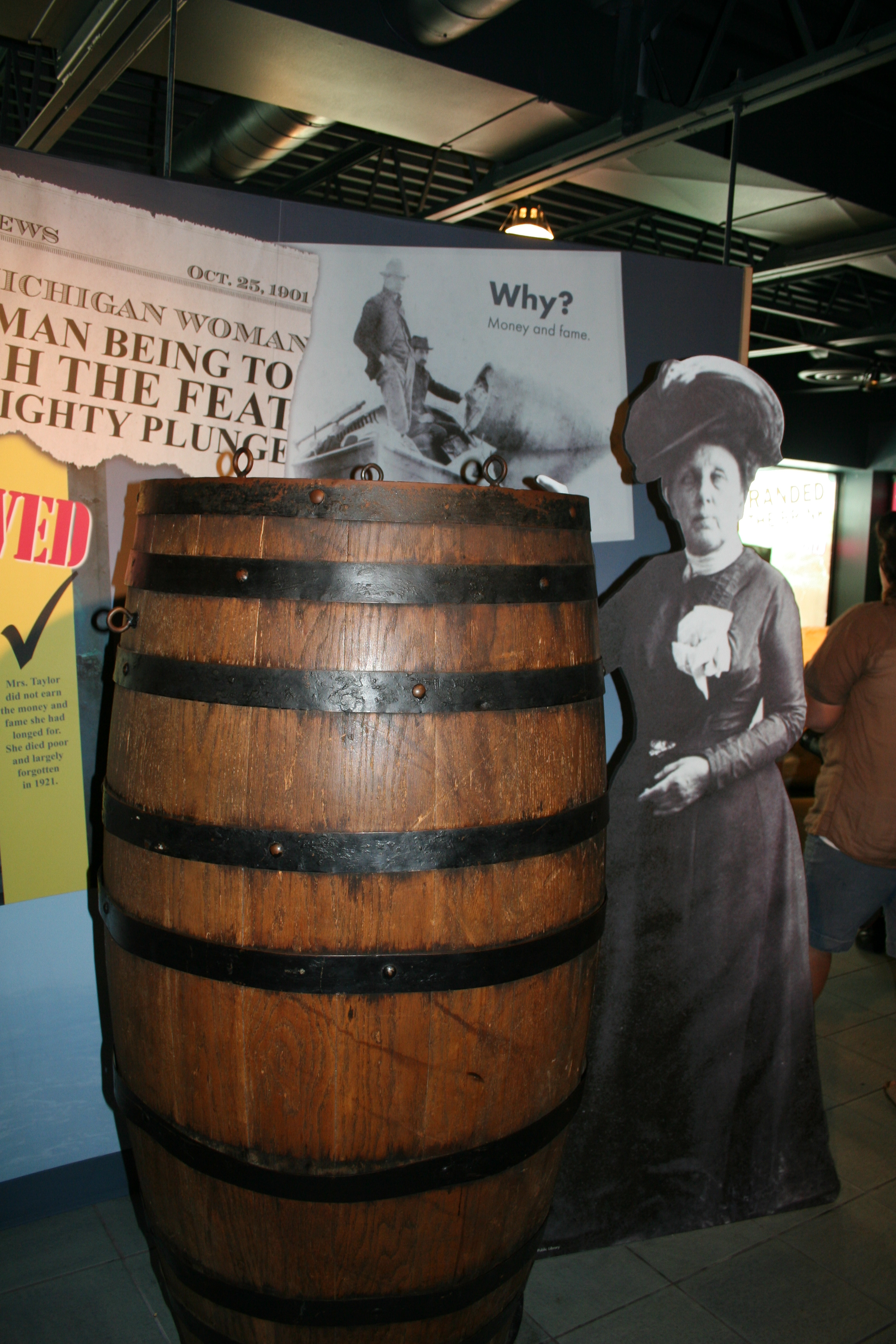
滝下りに使ったテイラーの樽

## 死

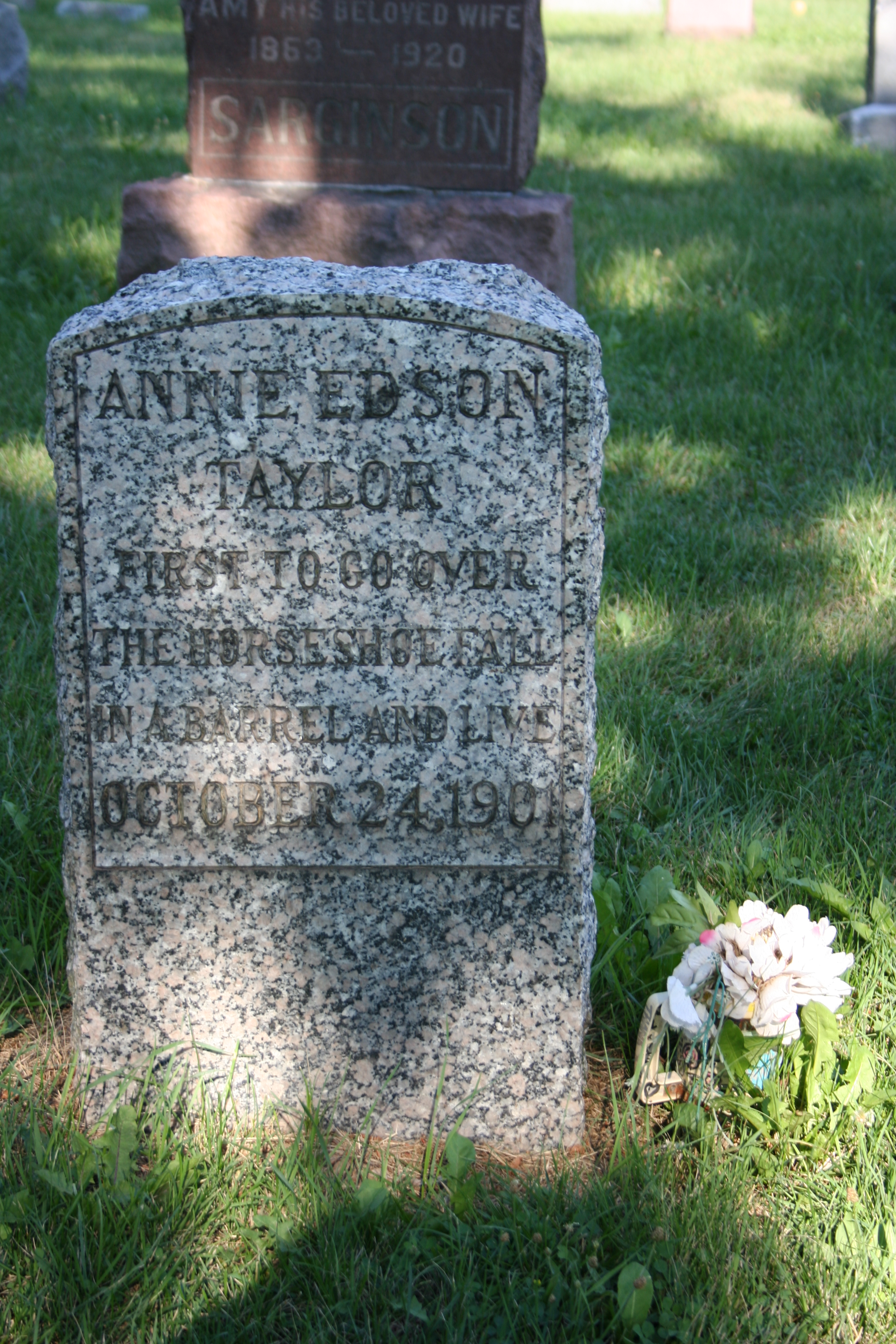
テイラーの墓所

1921年4月29日、ニューヨーク州ロックポートのナイアガラ郡立病院にて死去。82歳。同州ナイアガラフォールズのオークウッド墓地に眠る。

## エピソード
テイラー以降、16名が樽に入ってナイアガラの滝下りに挑戦、うち11名が無事生還。なお、現在では滝下りが法律で禁止されており、違反者には10000ドルの罰金が課されている。
2011年、クリス・ヴァン・オールズバーグは、"Queen of the Falls"という絵本を描いた。2015年9月30日、邦訳が出る（クリス・ヴァン・オールズバーグ(絵と文)、江國香織(訳者)『ナイアガラの女王』河出書房新社 ISBN 978-4-309-27643-4）。